# بول (إنجلترا)
بول (بالإنجليزية: Poole النطق: (/puːl/ )) هي بلدة ساحلية وميناء بحري تقع في مقاطعة دورست جنوب إنجلترا. تقع المدينة على بعد 21 ميلاً (34 كم) شرق دورتشيستر وتجاور بورنماوث من الشرق. منذ 1 أبريل 2019، أصبحت السلطة المحلية هي بورنماوث وكريستشيرش وبول، وهي سلطة وحدوية. يقدر عدد سكان بول بـ 151,500 نسمة (تقديرات تعداد منتصف عام 2016) مما يجعلها ثاني أكبر مدينة في مقاطعة دورست. جنباً إلى جنب مع بورنماوث وكريستشيرش، يبلغ عدد سكان هذه المنطقة الحضرية مجتمعة إلى حوالي 400,000 نسمة.
يعود تاريخ المستوطنات البشرية في المنطقة إلى ما قبل العصر الحديدي. كان أول استخدام مسجل لاسم المدينة في القرن الثاني عشر عندما بدأت المدينة في الظهور كميناء هام، وازدهرت مع إدخال تجارة الصوف. في وقت لاحق، كان للمدينة روابط تجارية مهمة مع أمريكا الشمالية، وفي ذروتها خلال القرن الثامن عشر، كانت واحدة من أكثر الموانئ ازدحامًا في بريطانيا. في الحرب العالمية الثانية، كانت بول أحد نقاط البداية الرئيسية للإنزال النورماندي.
تعتبر مدينة بول منتجع سياحي يجذب الزوار بمينائه الطبيعي الكبير، وتاريخ المدينة، ومركز لايتهاوس للفنون، وشواطئها الحاصلة على شهادة العلم الأزرق. يوجد بالمدينة ميناء تجاري مع خدمات عبّارات نقل الركاب والبضائع، والتي تتصل بجزر القنال في جيرزي وجيرنسي، فضلاً عن مدينة سان مالو الساحلية الفرنسية، في بروتاني.
يقع المقر الرئيسي للمؤسسة الملكية الوطنية لقوارب النجاة في بول، ولدى مشاة البحرية الملكية قاعدة في ميناء المدينة. على الرغم من اختلاف أسمائهم، إلا أن مدينة بول هي موطن جامعة فنون بورنماوث وأوركسترا بورنموث السيمفونية وجزء مهم من جامعة بورنموث.

## التاريخ
اشتُق اسم المدينة Poole من تحريف الكلمة السلتية "bol" وكلمة "pool" الإنجليزية القديمة التي تعني مكانًا بالقرب من بركة أو جدول. طرق مختلفة لكتابة الكلمة تشمل Pool و Pole و Poles و Poll و Polle و Polman و Poolman. كانت المنطقة المحيطة ببول الحديثة مأهولة بالسكان منذ 2500 عام. خلال القرن الثالث قبل الميلاد، انتقل الكلت المعروفون باسم «الدوروتريغيون» من مستوطنات في أعلى التلال في قلعة مايدين وبادبيري رينغز إلى الأراضي البرية حول نهر فروم وميناء بول. نزل الرومان في بول أثناء غزوهم لبريطانيا في القرن الأول واستولوا على مستوطنة من العصر الحديدي في هامورثي، وهي منطقة تقع غربي وسط المدينة الحديثة. في العصر الأنجلوسكسوني، تم تضمين بول في مملكة وسيكس. تم استخدام المستوطنة كقاعدة لصيد الأسماك، والمرفأ كمكان لرسو السفن في طريقها إلى نهر فروم ومدينة ويرهام الأنجلو ساكسونية المهمة. عانت بول من غزوتين كبيرتين من الفايكنج خلال هذه الحقبة: في عام 876، أبحر غوثروم بأسطوله عبر الميناء لمهاجمة ويرهام، وفي عام 1015، بدأ كنوت غزوه لإنجلترا في ميناء بول، مستخدمًا إياها كقاعدة للإغارة على وسيكس ونهبها.
بعد الغزو النورماندي لإنجلترا، نمت بول سريعًا إلى ميناء مزدحم حيث تضاءلت أهمية ويرهام. كانت المدينة جزءًا من مانورالية كانفورد ولكن لا يتم ذكرها منفصلة في كتاب ونشيستر. أول ذكر مكتوب لبول حدث في وثيقة من عام 1196 تصف كنيسة سانت جيمس المبنية حديثًا في «لا بول». باع سيد المانور، السير ويليام لونجسبي، ميثاق الحريات إلى ممثل مدينة بول عام 1248 لجمع الأموال لمشاركته في الحملة الصليبية السابعة. ونتيجة لذلك، حصلت بول على قدر ضئيل من التحرر من الحكم الإقطاعي واكتسبت الحق في تعيين رئيس بلدية وعقد محكمة داخل المدينة. تم الاعتراف بالأهمية المتزايدة لبول في عام 1433 عندما تم منحها الحق في السلع الرئيسية من قبل الملك هنري السادس، مما مكّن الميناء من البدء في تصدير الصوف، وأدى هذا الحق بدوره إلى إعطاء ترخيص لبناء سور للمدينة. في عام 1568، اكتسبت بول مزيدًا من الاستقلالية عندما مُنحت الاستقلال القانوني عن دورست وأصبحت مقاطعة بموجب الميثاق العظيم لإليزابيث الأولى. خلال الحرب الأهلية الإنجليزية، كان موقف بول البيوريتاني ومعارضة التجار للضريبة على السفن التي أنشأها الملك تشارلز الأول من الأسباب التي جعلت المدينة تدعم تحوّل نظام الحكم إلى البرلمانية. نجت بول من أي هجوم واسع النطاق، ومع وجود الفرسان على شفا الهزيمة في عام 1646، فرضت الحامية البرلمانية في بول حصارًا على المعقل الملكي القريب في قلعة كورف واستولت عليه.

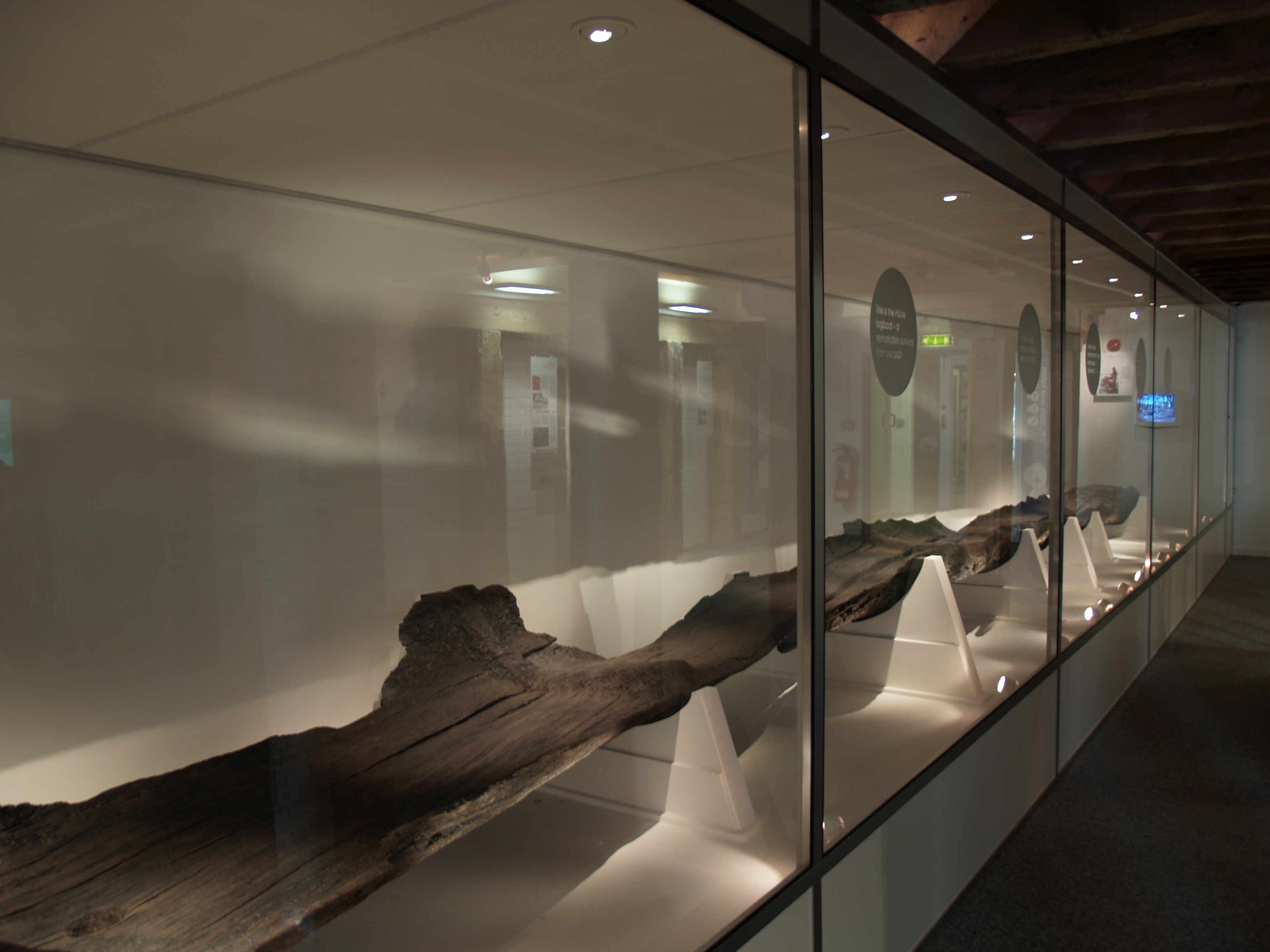
قارب كانو عمره 2000 عام تم إكتشافه بعد أعمال حفر في منطقة ميناء بول

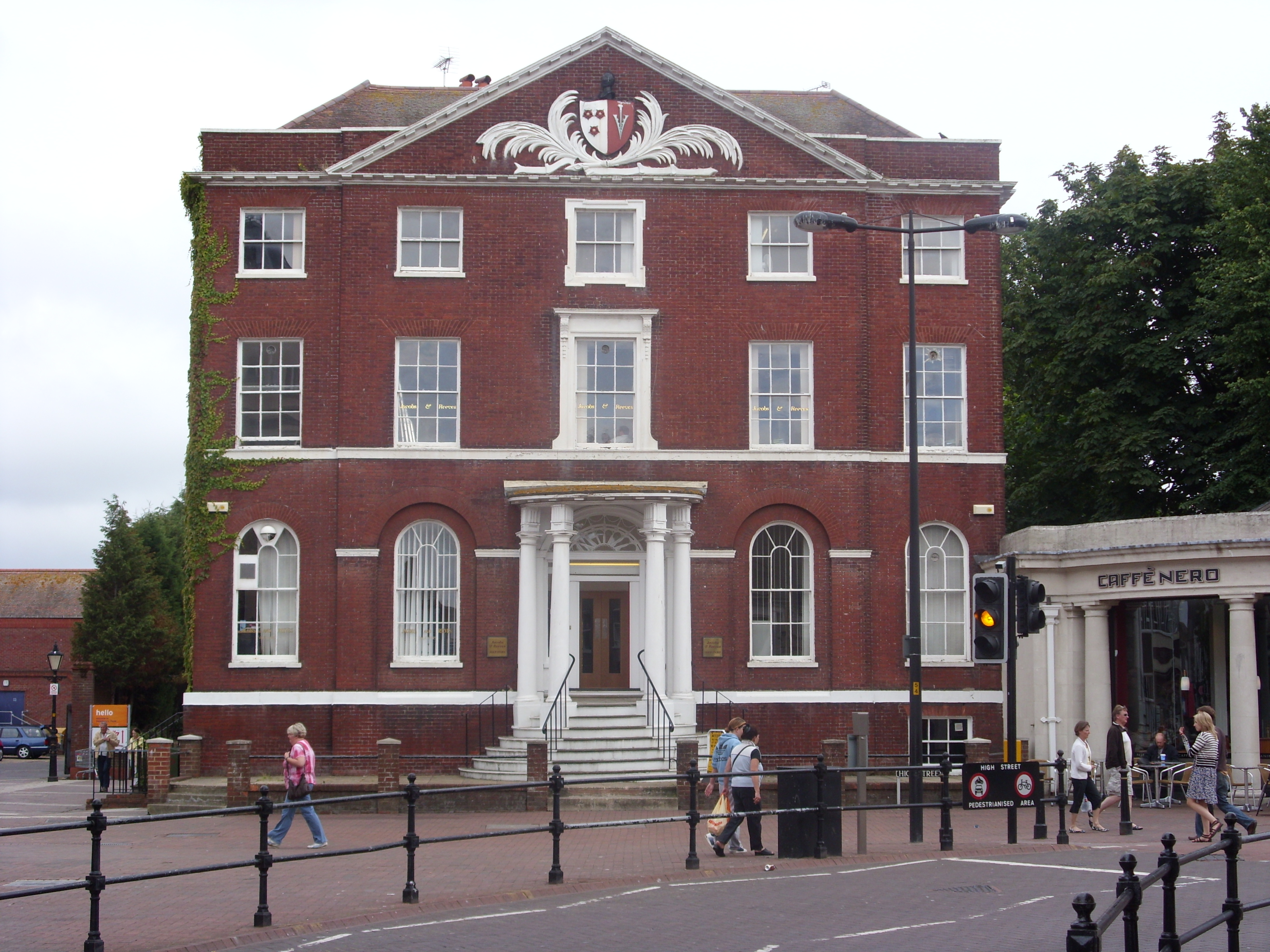
بيت في وسط المدينة مبني على طريقة العمارة الجورجية، تم إنشاؤه عام 1798 لصالح تاجر من نيوفاوندلاند

أسست بول تجارة ناجحة مع مستعمرات أمريكا الشمالية في القرن السادس عشر، بما في ذلك مصايد الأسماك الهامة في نيوفاوندلاند. نمت التجارة مع نيوفاوندلاند بشكل مطرد لتلبية الطلب على الأسماك من الدول الكاثوليكية في أوروبا. تباينت حصة بول في هذه التجارة، لكن الفترة الأكثر ازدهارًا بدأت في أوائل القرن الثامن عشر واستمرت حتى أوائل القرن التاسع عشر. اتبعت التجارة طريقًا ثلاثي الزوايا؛ أبحرت السفن إلى نيوفاوندلاند محملة بالملح والمؤن، ثم حملت الأسماك المجففة والمملحة إلى أوروبا قبل أن تعود إلى بول مع النبيذ وزيت الزيتون والملح. بحلول أوائل القرن الثامن عشر، كان لدى بول المزيد من السفن التجارية مع أمريكا الشمالية أكثر من أي ميناء إنجليزي آخر، وتم جلب ثروة هائلة إلى تجار بول. دعم هذا الازدهار الكثير من التطور الذي يميز الآن المدينة القديمة حيث تم استبدال العديد من مباني العصور الوسطى بالقصور الجورجية والبيوت الملاصقة. مع نهاية الحروب النابليونية وانتهاء حرب 1812، انتهى احتكار بريطانيا لمصايد نيوفاوندلاند وتولت دول أخرى الخدمات التي يقدمها تجار بول بتكلفة أقل. تراجعت تجارة بول في نيوفاوندلاند بسرعة وفي غضون عقد من الزمن توقف معظم التجار عن التجارة.

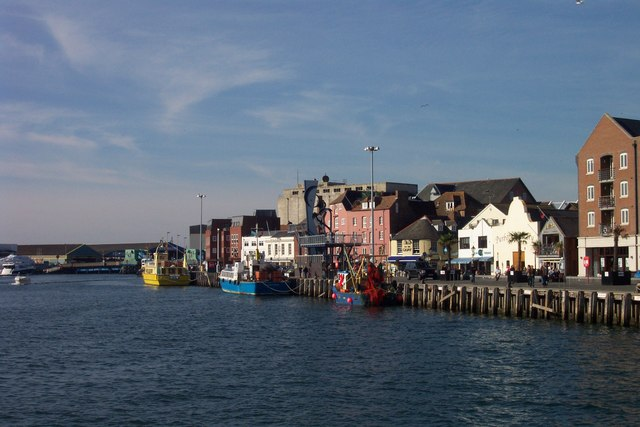
بول كواي، كانت قلب التجارة المزدحمة للتجارة البحرية في مدينة بول

نمت المدينة بسرعة خلال الثورة الصناعية حيث حدث التحضر وأصبحت المدينة منطقة ازدهار تجاري وفقر متزايد معاً. في مطلع القرن التاسع عشر، كان تسعة من كل عشرة عمال يعملون في أنشطة الميناء، ولكن مع تقدم القرن، أصبحت السفن كبيرة جدًا بالنسبة للميناء الضحل وخسر الميناء أعماله لصالح موانئ المياه العميقة في ليفربول وساوثامبتون وبليموث. افتتحت أول محطة سكة حديد لبول في هامورثي في عام 1847 وامتدت لاحقًا إلى مركز مدينة بول في عام 1872، مما أدى فعليًا إلى إنهاء تجارة الشحن الساحلية المزدحمة في الميناء. بدأت الشواطئ والمناظر الطبيعية في جنوب دورست وجنوب غرب هامبشاير في جذب السياح خلال القرن التاسع عشر وبدأت القرى الواقعة إلى الشرق من بول في النمو والاندماج حتى ظهر منتجع بورنماوث الساحلي. على الرغم من أن بول لم تصبح منتجعًا، مثل العديد من المدن المجاورة، إلا أنها استمرت في الازدهار حيث أدى التوسع السريع في بورنماوث إلى زيادة الطلب على السلع المصنعة في بول.
خلال الحرب العالمية الثانية، كانت بول ثالث أكبر نقطة انطلاق للإنزال النورماندي في عملية أوفرلورد، وبعد ذلك عملت كقاعدة للإمدادات لقوات الحلفاء في أوروبا. غادرت إحدى وثمانون سفينة إنزال تحتوي على جنود أمريكيين من فرقة المشاة 29 وقوات الرينجرز بالجيش الأمريكي ميناء بوول إلى شاطئ أوماها. كانت بول أيضًا مركزًا مهمًا لتطوير العمليات المشتركة وقاعدة لأسيطيل إنقاذ خفر السواحل الأمريكي المكون من 60 قطعة بحرية. عانى جزء كبير من المدينة من القصف الألماني خلال الحرب وسنوات من الإهمال في التدهور الاقتصادي الذي حدث بعد الحرب. بدأت مشاريع إعادة التطوير الكبرى في الخمسينيات والستينيات من القرن الماضي، وتم هدم مساحات كبيرة من العقارات العشوائية واستبدالها بمساكن ومرافق عامة حديثة. تم هدم العديد من المباني التاريخية لبول خلال هذه الفترة، لا سيما في منطقة البلدة القديمة في بول. وبالتالي، تم إنشاء منطقة محمية بمساحة 6 هكتارات (15 فدانًا) في وسط المدينة في عام 1975 للحفاظ على المباني الأكثر شهرة في بول.

## الحكم في المدينة

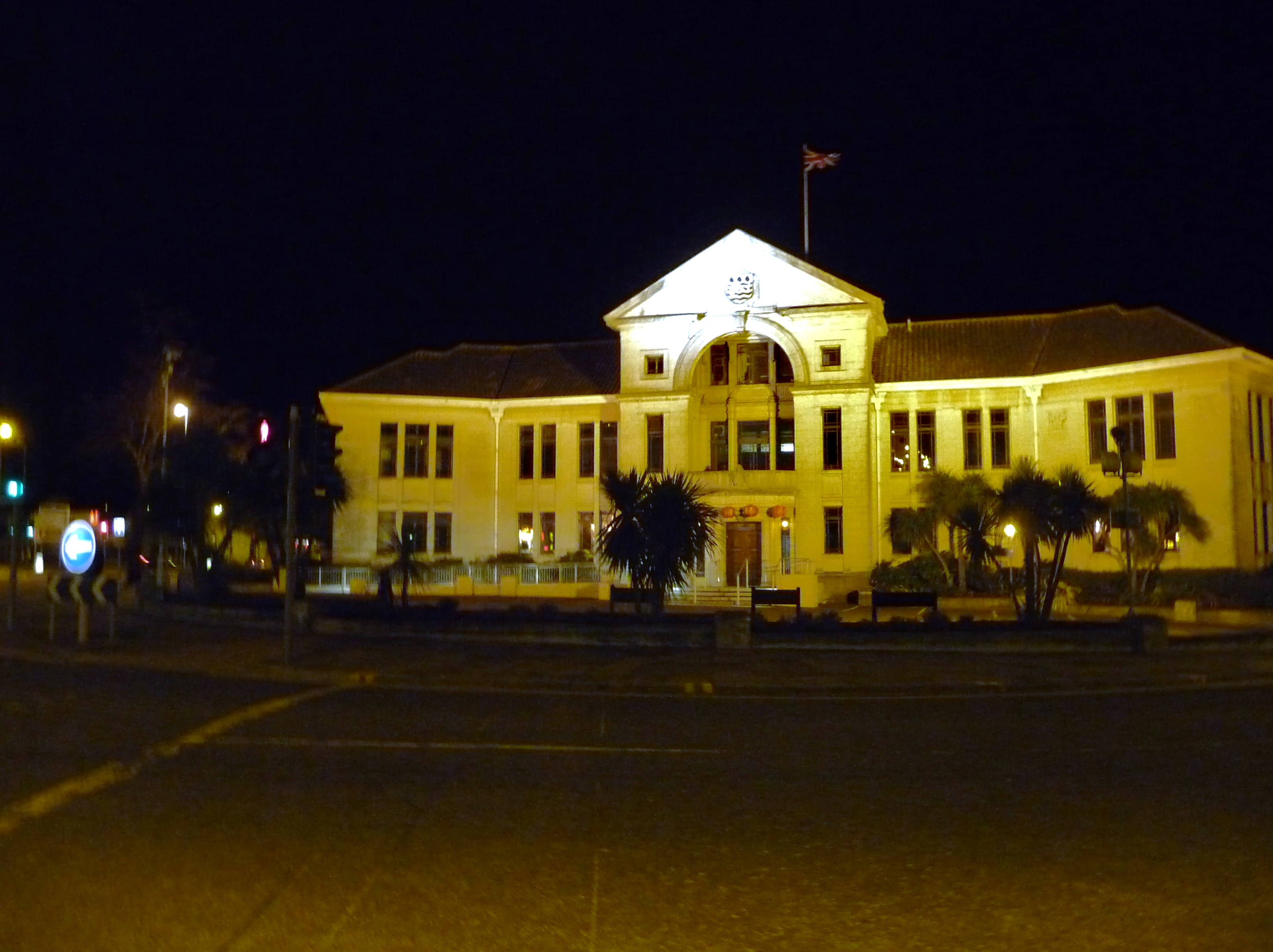
مجلس مدينة بول بورو

### مجلس المدينة
في 1 أبريل 1997، وبعد مراجعة من قبل لجنة الحكومة المحلية لمجلس إنجلترا، تم إنشاء المدينة كسلطة وحدوية اسمها «بول بورو»، وأصبحت المدينة، مرة أخرى، مستقلة إداريًا عن دورست. عادت البلدة إلى اسمها السابق «بورو ومقاطعة بلدة بول»، والتي استعادت وضعها كمقاطعة قبل تنفيذ قانون الحكومة المحلية لعام 1888. بالنسبة للانتخابات المحلية، يتم انتخاب 42 عضوًا في 16 قسمًا ويتم إجراء الانتخابات كل أربع سنوات. أجريت الانتخابات الأخيرة في عام 2015، وكان مقر المجلس في مركز بول سيفيك في باركستون.
في 1 أبريل 2019، تم دمج البلدة مع بورنماوث وكريستشيرش لتشكيل سلطة وحدوية في بورنماوث وكريستشيرش وبول، مع إجراء أول انتخابات في عام 2019. بينما كان حزب المحافظين أكبر حزب، ظل المجلس بدون سيطرة لأغلبية، مع تشكيل تحالف من أحزاب أخرى. جولي باجويل هو شريف بول الآن، وهو منصب تم إنشاؤه بموجب ميثاق المدينة لعام 1568، وهذا المنصب هو واحد من 16 شريف فقط في إنجلترا وويلز.

### التمثيل في البرلمان

#### برلمان المملكة المتحدة
يتم تمثيل بول من قبل ثلاث دوائر انتخابية برلمانية في مجلس العموم؛ بول، وميد دورست ونورث بول، وبورنماوث ويست. دائرة مقاطعة بول كانت موجودة منذ عام 1950. كانت المدينة في السابق منطقة برلمانية، حيث كان يتم انتخاب عضوين في البرلمان من عام 1455 حتى عام 1865، عندما تم تقليص التمثيل إلى عضو واحد. في عام 1885 ألغيت الدائرة الانتخابية تمامًا وتم استيعابها في دائرة شرق دورست حتى أعيد إنشائها في عام 1950. روبرت سيمز (من الحزب المحافظ) هو الممثل البرلماني للدائرة منذ عام 1997. في الانتخابات العامة لعام 2015، فاز المحافظون بأغلبية 15,789 و 50.1٪ من الأصوات. حصل حزب استقلال المملكة المتحدة على 16.8٪ من الأصوات، وحصل حزب العمال على 12.9٪ والديمقراطيين الأحرار على 11.8٪.
تم إنشاء دائرة مقاطعة ميد دورست ونورث بول في عام 1997 وتشمل الشمال الشرقي من بول وويمبورن مينيستر وويرهام، وتمتد إلى ريف دورست. في الانتخابات العامة لعام 2015، حصل المرشح المحافظ مايكل توملينسون على الدائرة الانتخابية من الديمقراطيين الأحرار بأغلبية 10,530 و 50.8٪ من الأصوات. فاز الليبراليون الديمقراطيون بنسبة 28.2٪ من الأصوات، وحزب استقلال المملكة المتحدة بنسبة 12.2٪ والعمال بنسبة 6٪.
تم تمديد حدود دائرة مقاطعة بورنماوث ويست في عام 2010 لتشمل برانكسوم إيست وألدرني، اللتين تقعا تحت سلطة مجلس بول المحلي. يمثل هذه الدائرة كونور بيرنز، عضو البرلمان المحافظ، الذي احتفظ بالمقعد بأغلبية 12,410 صوت وبنسبة 48.2٪ في انتخابات عام 2015.

#### برلمان الاتحاد الأوروبي
بين عامي 1979 و2020، تم تمثيل بول في البرلمان الأوروبي.
من عام 1979 إلى عام 1984، كانت بول جزءًا من دائرة وسيكس التي كانت تُمثّل بعضو واحد، وكان يُمثلها العضو المحافظ في البرلمان الأوروبي جيمس سبايسر. بعد ذلك، من عام 1984 إلى عام 1994، كانت بول جزءًا من دائرة دورست إيست وهامبشاير ويست، ومن 1994 إلى 1999، كانت بول جزءًا من دائرة دورست وشرق ديفون، التي كان يمثلها المحافظ براين كاسيدي.
تم تضمين بول في دائرة جنوب غرب إنجلترا لانتخابات البرلمان الأوروبي من 1999 إلى 2020.

#### شعار النبالة

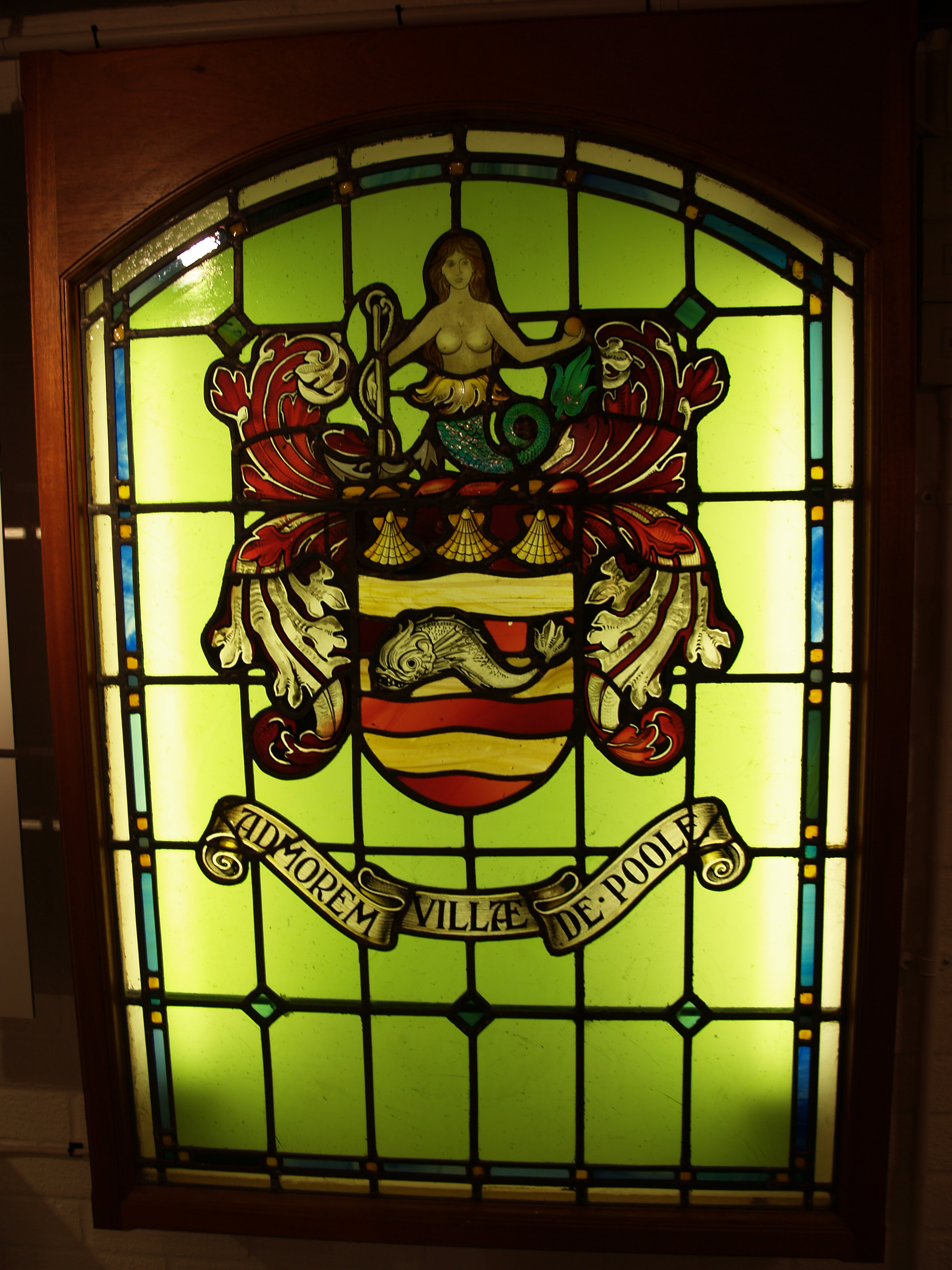
شعار نبالة مدينة بول

نشأ تصميم شعار النبالة من ختم يعود إلى أواخر القرن الرابع عشر وتم تسجيله في عام 1563. تُمثل القضبان المتموجة من الأسود والذهبي البحر، والدلفين هو إشارة إلى المصالح البحرية لبول. المحار الصدفي هو شعار القديس جيمس وترتبط بضريحه في سانتياغو دي كومبوستيلا - وهي وجهة شهيرة للحجاج المسيحيين المغادرين من ميناء بول في العصور الوسطى.
تم التصديق على الشعار في 19 يونيو 1948، وفي الوقت نفسه، تمت إضافة حورية البحر التي تدعم مرساة وتحمل كرة المدفع للشعار. بعد إعادة تنظيم الحكومة المحلية في عام 1974، تم نقل شعار 1948 إلى مجلس بول بورو. في عام 1976، تلقى المجلس «منحة أنصار» لشعار نبالة المدينة. هذه المنحة تشير إلى مواثيق مهمة تُعطى للبلدة؛ إلى اليسار أسد ذهبي يحمل سيفًا طويلًا يمثل ويليام لونجسبي الذي أعطى عام 1248 ميثاق البلدة الأول؛ يوجد على اليمين تنين مشتق من الشعار الملكي لإليزابيت الأولى التي منحت المدينة لقب المقاطعة في عام 1568. الشعار اللاتيني "Ad Morem Villae De Poole"، يعني: وفقًا لعرف بلدة بول، وهو مشتق من الميثاق العظيم في 1568.

## الجغرافيا
منطقة بول هي شاطيء مُركّب للقناة الإنجليزية؛ تقع على الحواف الشمالية والشرقية لميناء بول، على بعد 97 ميلاً (156 كم) غرب-جنوب غرب لندن. يقع الجزء الأقدم من المدينة (بما في ذلك المدينة القديمة التاريخية، وبول كواي، ومركز دولفين للتسوق) في الجنوب الشرقي من خليج هولز في شبه جزيرة تمتد إلى الميناء، على الرغم من أن معظم الأراضي الواقعة شرق شبه الجزيرة تمت استعادتها من منطقة الميناء منذ منتصف القرن العشرين. إلى الغرب تقع مدينتي أبتون وكورف مولين، وعبر الحدود الشمالية عند نهر ستاور تقع ويمبورن مينيستر. على الطرف الشرقي من بول، تتاخم المدينة بورنماوث ومستوطنات كينسون ووينتون وويستبورن. إلى الجنوب من بول على طول الساحل، يقع خليج بول، الذي يحتوي على 3 أميال (4.8 كم) من الشواطئ الرملية من ساندبانكس في الغرب إلى بورنماوث في الشرق.

### المناطق الحضرية وأحياء المدينة
تتكون بول من العديد من الضواحي والأحياء، والتي تطورت العديد منها من القرى أو النجوع التي تم استيعابها في بول مع نمو المدينة.
ضواحي مدينة بول هي:
ألدرني - بيروود - برانكسوم - برانكسوم بارك - برودستون - كانفورد كليفس - كانفورد هيث - كريكمور - فليتسبريدج - هامورثي - ليليبوت - لونجفليت - ميرلي - أوكلي - نيوتاون - أوكديل - باركستون - بن هيل - ساندسبانكس - ستيرت- تاليبون فيليج - واليسداون - ووترلو - وايتكليف.

### البيئة الطبيعية

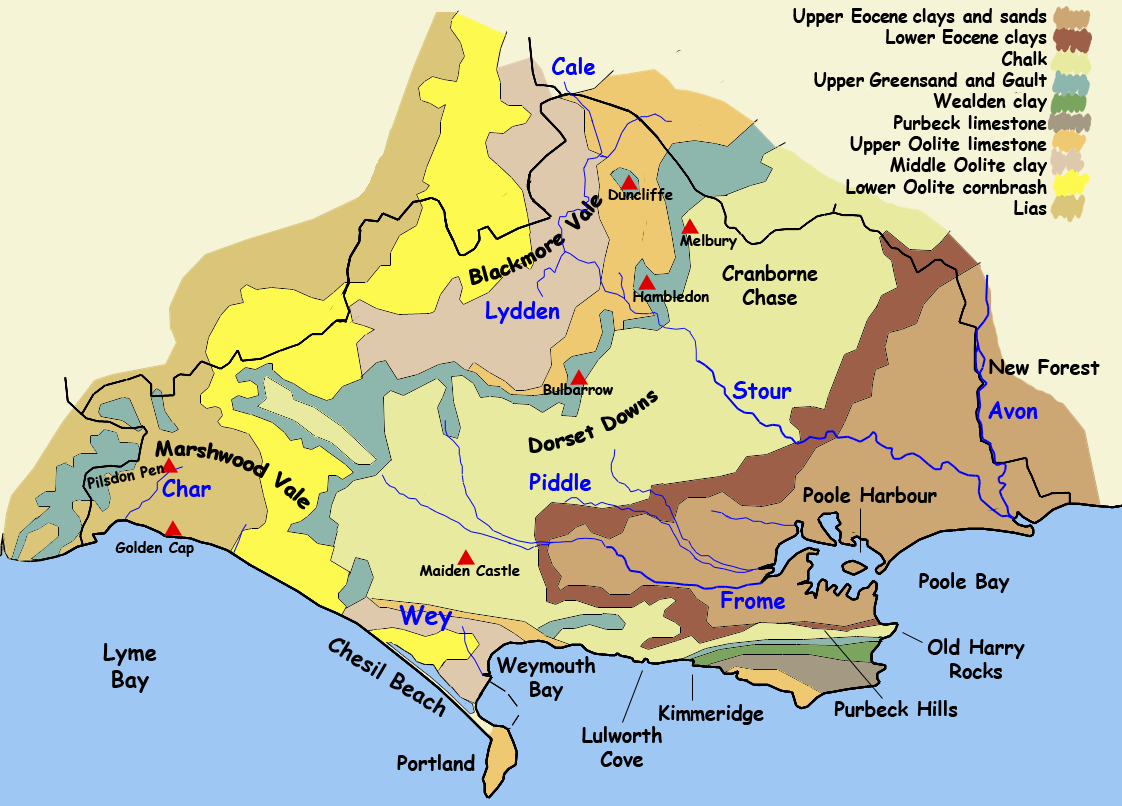
مدينة بول تقع على طبقة من الطين الإيوسيني

تتميز البيئة الطبيعية في بول بالأراضي البراح في الشمال وبالأخاديد والسواحل في الجنوب. الأراضي البراح هي موطن لستة أنواع من الزواحف البريطانية الأصلية وتوفر موطنًا لمجموعة من اليعسوب والطيور النادرة. دمرت التنمية الكثير من هذه الأراضي، ولكن هناك أجزاء متناثرة لا تزال موجودة شمال بول وتم اعتبارها مناطق حماية خاصة. تقع المدينة على تربة من الطين الإيوسيني والرمال والحصى. يمر نهر فروم عبر هذه التربة الركيكة، وقد نحتت روافده العديدة مصبًا واسعًا. عند فم المصب، ترسبت ألسنة رملية، والتي أحاطت بالمصب لتنشيء ميناء بول.
الميناء هو أكبر ميناء طبيعي في أوروبا وثاني أكبر ميناء طبيعي في العالم بعد ميناء سيدني. تعتبر هذه المنطقة منطقة ذات اهتمام دولي من أجل الحفاظ على الطبيعة وهي مشهورة بنظامها البيئي، وتدعم المستنقعات المالحة والسهول الطينية وهي موطن عالمي مهم للعديد من أنواع الطيور المهاجرة. وقد تم تصنيفها كموقع ذي أهمية علمية خاصة (SSSI) ومنطقة حماية خاصة وموقع رامسار بالإضافة إلى كونها تقع ضمن منطقة ذات جمال طبيعي أخاذ. يغطي الميناء مساحة 15 ميلاً مربعاً (39 كم مربع) وهو ضحل للغاية. يبلغ عمق قنوات الشحن الرئيسية 7.5 متر (25 قدمًا) ويبلغ متوسط عمق المرفأ 48 سم (1 قدم 7 بوصات). يحتوي الميناء على عدة جزر صغيرة، أكبرها جزيرة براونسي، وهي محمية طبيعية مملوكة لمؤسسة التراث القومي ومحل ميلاد حركة الكشافة وموقع المخيم الكشفي الأول. أكبر حقل نفط بري بريطاني يعمل في منطقة ويتش فارم على الشاطئ الجنوبي للميناء. تمتد خزانات النفط تحت المرفأ شرقاً من ساندبانكس وستودلاند لمسافة 6.2 ميل (10 كم) تحت سطح البحر إلى جنوب بورنماوث.
تقع بول مباشرة إلى الشرق من الساحل الجوراسي، وهي بوابة إلى موقع تراث عالمي لليونسكو، والذي يضم 95 ميلاً (153 كم) من ساحل دورست وشرق ديفون، ويعتبر موقعاً مهماً بسبب جيولوجيته وتضاريسه وسجل أحفورياته الغني. يمتد ممشى الساحل الجنوبي الغربي لمسافة 630 ميلاً (1010 كم) من ماينهيد في سومرست، على طول ساحل ديفون وكورنوال وامتداداً إلى بول. هذا الطريق هو أطول ممشى في إنجلترا.

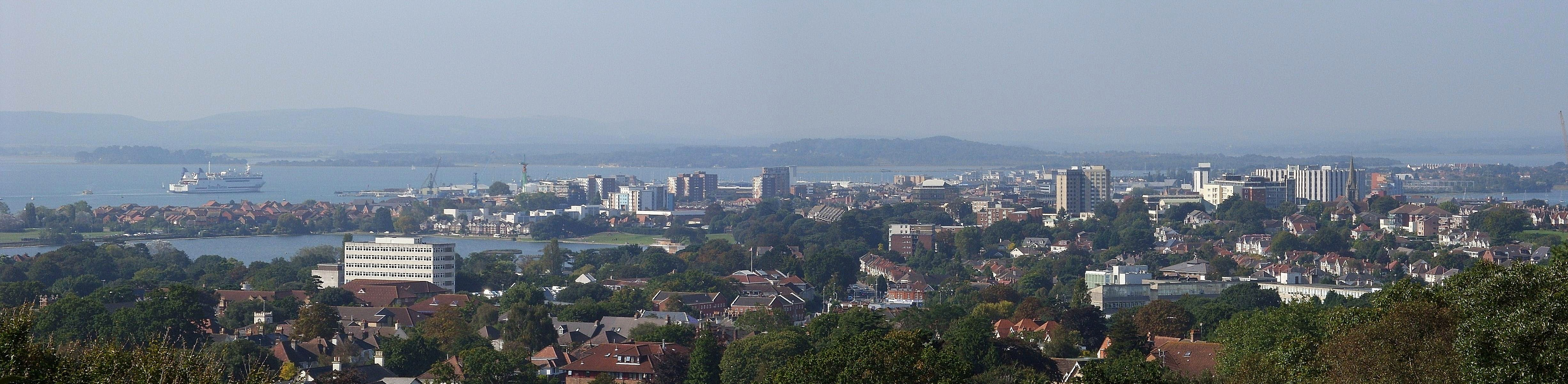
مشهد بانورامي لوسط مدينة بول، كما تُرى من ضاحية باركستون

### المناخ
نظرًا لموقعها على الساحل الجنوبي لإنجلترا، تتمتع مدينة بول بمناخ معتدل مع اختلاف بسيط في درجات الحرارة اليومية والسنوية. كان متوسط درجة الحرارة السنوية من 1971 إلى 2000 يبلغ من 10.2 إلى 12 درجة مئوية (50.4 إلى 53.6 درجة فهرنهايت). الأشهر الأكثر دفئًا في بول هي يوليو وأغسطس، حيث يتراوح متوسط درجة الحرارة فيها من 12 إلى 22 درجة مئوية (54 إلى 72 درجة فهرنهايت)، والأشهر الأكثر برودة هي يناير وفبراير، والتي تتراوح الحرارة فيها من 2 إلى 8.3 درجة مئوية (35.6 إلى 46.9 درجة فهرنهايت). يتراوح متوسط درجات حرارة سطح البحر من 6.9 درجة مئوية (44.4 درجة فهرنهايت) في فبراير إلى 18.5 درجة مئوية (65.3 درجة فهرنهايت) في أغسطس. متوسط هطول الأمطار السنوي 592.6 ملم (23.33 بوصة) أقل بكثير من متوسط المملكة المتحدة البالغ 1126 ملم (44.3 بوصة).
| البيانات المناخية لـبول           | البيانات المناخية لـبول | البيانات المناخية لـبول | البيانات المناخية لـبول | البيانات المناخية لـبول | البيانات المناخية لـبول | البيانات المناخية لـبول | البيانات المناخية لـبول | البيانات المناخية لـبول | البيانات المناخية لـبول | البيانات المناخية لـبول | البيانات المناخية لـبول | البيانات المناخية لـبول | البيانات المناخية لـبول |
| الشهر                             | يناير                   | فبراير                  | مارس                    | أبريل                   | مايو                    | يونيو                   | يوليو                   | أغسطس                   | سبتمبر                  | أكتوبر                  | نوفمبر                  | ديسمبر                  | المعدل السنوي           |
| --------------------------------- | ----------------------- | ----------------------- | ----------------------- | ----------------------- | ----------------------- | ----------------------- | ----------------------- | ----------------------- | ----------------------- | ----------------------- | ----------------------- | ----------------------- | ----------------------- |
| متوسط درجة الحرارة الكبرى °م (°ف) | 8 (46)                  | 8 (46)                  | 11 (52)                 | 13 (55)                 | 17 (63)                 | 19 (66)                 | 22 (72)                 | 22 (72)                 | 19 (66)                 | 15 (59)                 | 11 (52)                 | 9 (48)                  | 14.5 (58.1)             |
| متوسط درجة الحرارة الصغرى °م (°ف) | 2 (36)                  | 2 (36)                  | 3 (37)                  | 4 (39)                  | 7 (45)                  | 10 (50)                 | 12 (54)                 | 12 (54)                 | 10 (50)                 | 7 (45)                  | 4 (39)                  | 3 (37)                  | 6.3 (43.3)              |
| معدل هطول الأمطار مم (إنش)        | 62.9 (2.48)             | 50.3 (1.98)             | 40.7 (1.60)             | 45.5 (1.79)             | 29.2 (1.15)             | 35.6 (1.40)             | 31.8 (1.25)             | 35.5 (1.40)             | 51.5 (2.03)             | 73.5 (2.89)             | 69.0 (2.72)             | 67.2 (2.65)             | 592.6 (23.33)           |
| المصدر: MSN                       |                         |                         |                         |                         |                         |                         |                         |                         |                         |                         |                         |                         |                         |

### الحزام الأخضر
تقع بول في وسط منطقة الحزام الأخضر في إنجلترا التي تمتد إلى المقاطعات المحيطة الأوسع. والهدف من الحزام الأخضر هو الحد من الزحف العمراني، ومنع المدن في جنوب شرق دورست من المزيد من التقارب، وحماية هوية المجتمعات النائية، والحفاظ على الريف القريب. يتم تحقيق ذلك من خلال تقييد التطوير غير الملائم داخل المناطق المخصصة للحزام الأخضر وفرض شروط أكثر صرامة على البناء المسموح به.
يوجد في بول مناطق من الحزام الأخضر في شمال وغرب المنطقة، معظمها على أطراف الحدود المشتركة مع منطقتي بوربيك وشرق دورست. تشمل هذه المناطق مناظر طبيعية ومعالم من الطبيعة الخضراء، بما في ذلك نهري ستور وشيرفورد وسهولهما الفيضية، وممشى ستور فالي، ومحميات كانفورد هيثلاند، ودونييتس هيل، وكورف وبارو هيل الطبيعية، ومنتزه أبتون الريفي، وجزيرة بيرجينز، وجمعية مقاطعة ويمبورن لمهندسين السكة الحديدية المصغرة.
المجتمعات الصغيرة في ميرلي وكانفورد ماجنا وأوكلي وأوكلي هيل منفصلة عن المنطقة الحضرية الرئيسية، وبالرغم من أنهم موجودين داخل نطاق المدينة إلا أنهم خارج نطاق الحزام الأخضر. ومع ذلك، فإن القرى الصغيرة المعزولة في نايتون وميرلي هول وأشينغتون تأثرت بالحزام الأخضر، والتنمية محدودة في هذه المواقع. تتمثل إحدى الوظائف لهذه القيود في منع المزيد من الزحف الحضري نحو ويمبورن مينيستر، للمساعدة في الحفاظ على طابعها التاريخي وما حولها.

## الديموغرافيا
| العمر | النسبة المئوية |
| ----- | -------------- |
| 0–4   | 5.2            |
| 5–14  | 12.2           |
| 15–29 | 16.0           |
| 30–44 | 21.5           |
| 45–64 | 24.8           |
| 65+   | 20.3           |

تندمج بول مع عدة مدن أخرى لتشكيل منطقة جنوب شرق دورست التي يبلغ عدد سكانها مجتمعة أكثر من 465,000 نسمة، وتشكل واحدة من المناطق الحضرية الرئيسية في الساحل الجنوبي. في تعداد 2011، بلغ عدد سكان منطقة بول 147,645 نسمة، بزيادة من 138,288 في عام 2001. تبلغ مساحة المدينة 25 ميلاً مربعاً (65 كم مربع)، مما يعطي كثافة سكانية تقريبية تبلغ 5532 نسمة لكل ميل مربع (2136 / كم مربع) يعيشون في 60,512 مسكناً. نما عدد السكان بشكل مطرد منذ الستينيات، وشكلت الهجرة الداخلية معظم نمو المدينة وكان جزء كبير من هذا للتقاعد. زاد عدد المساكن بأكثر من مائة في المائة في الأربعين سنة الماضية من 30 ألف في عام 1961 إلى حوالي 62,700 في عام 2004. مقارنة ببقية إنجلترا وويلز، يوجد في بول عدد سكان أكثر يزيد متوسط أعمارهم عن 65 عامًا (20.3٪)، ولكن هذا أقل من متوسط دورست البالغ 22.2٪ . أكبر نسبة من السكان (24.8٪) تتراوح أعمارهم بين 45 و 64، أعلى بقليل من المعدل الوطني البالغ 23.8٪. تنبأت التوقعات السكانية بنمو مستمر؛ يقدر أن عدد السكان سيصل إلى 151,481 نسمة بحلول عام 2016.
المنطقة مأهولة بأغلبية ساحقة من قبل أشخاص من خلفية عرقية بيضاء، 95.98٪ من السكان من العرق البريطاني الأبيض، أعلى بكثير من بقية إنجلترا بنسبة 86.99٪. تمثل الأقليات العرقية (بما في ذلك المجموعات العرقية البيضاء التي لم تصنف نفسها على أنها بريطانية) 4.0 ٪ من سكان بول. أكبر ديانة في بول هي المسيحية، بنسبة 74.34٪ تقريبًا، أعلى بقليل من متوسط المملكة المتحدة البالغ 71.6٪. القطاع التالي الأكبر هو أولئك الذين ليس لديهم دين، بنسبة 16.23 ٪ تقريبًا، أعلى أيضًا من متوسط المملكة المتحدة البالغ 15.5 ٪.
| الديانة     | النسبة المئوية |
| ----------- | -------------- |
| البوذية     | 0.16           |
| المسيحية    | 74.34          |
| الهندوسية   | 0.15           |
| اليهودية    | 0.32           |
| الإسلام     | 0.41           |
| لا ديني     | 16.23          |
| ديانات أخرى | 0.32           |
| السيخية     | 0.03           |
| غير محدد    | 8.03           |

متوسط سعر المنزل في بول مرتفع مقارنة ببقية المملكة المتحدة والمنطقة الجنوبية الغربية المحيطة. بلغ متوسط سعر العقار في بول 274,011 جنيه إسترليني في عام 2008، وكانت المنازل المنفصلة بسعر متوسط 374,150 جنيهًا إسترلينيًا، وكانت المنازل شبه المنفصلة والملاصقة أرخص، بسعر 226,465 جنيهًا إسترلينيًا و 217,128 جنيهًا إسترلينيًا على التوالي. تبلغ تكلفة الشقة في المتوسط 216,097 جنيهًا إسترلينيًا، أي أكثر من أي جزء آخر من دورست. زاد متوسط أسعار المنازل في بول بدعم من زيادة أسعار المنازل الموجودة في ساندبانكس، والتي كانت تحتل مرتبة رابع أغلى سعر للمنازل في العالم في عام 2000؛ في عام 2007 كان متوسط سعر المنزل 488,761 جنيهًا إسترلينيًا. أفادت دراسة في عام 2006 من قبل الاتحاد الوطني للإسكان أن بول كانت المدينة الأكثر تكلفة التي يمكن أن يعيش بها شخص في المملكة المتحدة.
| نمو السكان في بول منذ 1801               | نمو السكان في بول منذ 1801 | نمو السكان في بول منذ 1801 | نمو السكان في بول منذ 1801 | نمو السكان في بول منذ 1801 | نمو السكان في بول منذ 1801 | نمو السكان في بول منذ 1801 | نمو السكان في بول منذ 1801 | نمو السكان في بول منذ 1801 | نمو السكان في بول منذ 1801 | نمو السكان في بول منذ 1801 | نمو السكان في بول منذ 1801 | نمو السكان في بول منذ 1801 | نمو السكان في بول منذ 1801 | نمو السكان في بول منذ 1801 | نمو السكان في بول منذ 1801 | نمو السكان في بول منذ 1801 | نمو السكان في بول منذ 1801 | نمو السكان في بول منذ 1801 | نمو السكان في بول منذ 1801 | نمو السكان في بول منذ 1801 | نمو السكان في بول منذ 1801 |
| السنة                                    | 1801                       | 1811                       | 1821                       | 1831                       | 1841                       | 1851                       | 1861                       | 1871                       | 1881                       | 1891                       | 1901                       | 1911                       | 1921                       | 1931                       | 1941                       | 1951                       | 1961                       | 1971                       | 1981                       | 1991                       | 2001                       |
| ---------------------------------------- | -------------------------- | -------------------------- | -------------------------- | -------------------------- | -------------------------- | -------------------------- | -------------------------- | -------------------------- | -------------------------- | -------------------------- | -------------------------- | -------------------------- | -------------------------- | -------------------------- | -------------------------- | -------------------------- | -------------------------- | -------------------------- | -------------------------- | -------------------------- | -------------------------- |
| عدد السكان                               | 6,682                      | 6,752                      | 9,021                      | 9,401                      | 9,901                      | 10,595                     | 12,152                     | 13,710                     | 15,267                     | 20,446                     | 29,068                     | 41,344                     | 50,024                     | 60,527                     | 71,089                     | 83,494                     | 94,598                     | 107,204                    | 117,133                    | 135,066                    | 138,299                    |
| نسبة التغير                              | –                          | +1.1                       | +33.6                      | +4.2                       | +5.3                       | +7                         | +14.7                      | +12.8                      | +11.4                      | +33.9                      | +42.2                      | +42.2                      | +30                        | +30                        | +17.5                      | +17.5                      | +13.3                      | +13.3                      | +9.3                       | +15.3                      | +2.4                       |
| المصدر: A Vision of Britain through Time |                            |                            |                            |                            |                            |                            |                            |                            |                            |                            |                            |                            |                            |                            |                            |                            |                            |                            |                            |                            |                            |

## الاقتصاد
اقتصاد بول أكثر توازنا من بقية دورست. في الستينيات، كان الرخاء مدفوعًا بالنمو في قطاع التصنيع، في حين شهدت الثمانينيات والتسعينيات توسعًا في قطاع الخدمات حيث انتقل أصحاب الأعمال المكتبية إلى المنطقة. تراجعت أهمية التصنيع منذ الستينيات، لكنها لا تزال توظف ما يقرب من 17٪ من القوة العاملة في عام 2002 ولا تزال أكثر بروزًا من اقتصاد بريطانيا العظمى ككل. شركة «صن سيكر»، أكبر شركة خاصة لبناء اليخوت في العالم وأكبر شركة تصنيع في المملكة المتحدة، يقع مقرها في بول وتوظف أكثر من 1800 شخص في أحواض بناء السفن في بول. الشركات الرئيسية الأخرى التي تعمل في الصناعة المحلية تشمل ماثموس، لوش، سيمنز، وريفيتا. تضم مدينة بول أكبر عدد من المناطق الصناعية في جنوب شرق دورست، بما في ذلك منطقة نوفيلد الصناعية، ومانينج هيث، وأرينا بيزنس بارك، وبول تريد بارك، ومركز برانكسوم للأعمال.

## الرياضة والترفيه

### كرة القدم
أقدم فريق كرة قدم هو نادي بول تاون وهو فريق شبه محترف يلعب في المستوى السابع من دوري كرة القدم الجنوبي في نظام الدوري الإنجليزي الممتاز. تأسس النادي في عام 1880، وحقق الفريق نجاحًا متفاوتًا بالنسبة لمستواه. لم يصعد أبدًا للمستويات الأعلى من الدوري، لكنه وصل مرة واحدة إلى الجولة الثالثة من كأس الاتحاد الإنجليزي. كان الفريق يلعب في ملعب بول حتى عام 1994، واستقر منذ ذلك الحين في مزرعة تاتنام، وتقاسم الملعب مع مدرسة أوكديل جونيور.
فرق كرة القدم الأخرى في بول هي هامورثي يونايتد، التي تشكلت في 1970، وتلعب في دوري وسيكس الممتاز، وفريق الهواة بول بورو، الذي يلعب في دوري دورست الممتاز. بول هي واحدة من أكبر المدن في إنجلترا بدون فريق كرة قدم محترف.